# Football Club Crotone 2006-2007
Questa pagina raccoglie i dati riguardanti il Football Club Crotone per la stagione sportiva 2006-2007.

## Stagione
Nella stagione 2006-2007 il Crotone disputa il campionato di Serie B, con 32 punti ottiene il penultimo posto, retrocedendo in Serie C1. Solo nella prima parte del torneo i pitagorici sono stati in corsa per la salvezza, al termine del girone di andata con 19 punti sono quart'ultimi. Poi un inesorabile calo di rendimento, li ha portati a perdere la categoria cadetta, e dopo tre stagioni ritornare in Serie C1. Nella Coppa Italia i rossoblù hanno superato nel primo turno la Sangiovannese, nel secondo turno hanno eliminato il Torino, nel terzo turno sono stati estromessi dalla Reggina.

## Rosa
| N. |                            | Ruolo | Calciatore          |
| -- | -------------------------- | ----- | ------------------- |
| 1  | Italia (bandiera)          | P     | Daniele Padelli     |
| 1  | Italia (bandiera)          | P     | Angelo Pagotto      |
| 2  | Italia (bandiera)          | A     | Gianluca Gaudio     |
| 3  | Italia (bandiera)          | D     | Simone Bonomi       |
| 4  | Italia (bandiera)          | C     | Alfredo Cardinale   |
| 4  | Rep. Dominicana (bandiera) | C     | Vinicio Espinal     |
| 5  | Italia (bandiera)          | D     | Francesco Rossi     |
| 6  | Italia (bandiera)          | D     | Giuseppe Figliomeni |
| 6  | Italia (bandiera)          | D     | Marco Zamboni       |
| 7  | Francia (bandiera)         | C     | Sébastien Piocelle  |
| 8  | Italia (bandiera)          | P     | Salvatore Soviero   |
| 9  | Argentina (bandiera)       | A     | Roberto Nanni       |
| 10 | Italia (bandiera)          | A     | Federico Giampaolo  |
| 11 | Italia (bandiera)          | C     | Giampaolo Ciarcià   |
| 11 | Italia (bandiera)          | C     | Alfredo Cariello    |
| 12 | Italia (bandiera)          | P     | Claudio Scarzanella |
| 13 | Rep. Ceca (bandiera)       | A     | Jaroslav Šedivec    |
| 14 | Italia (bandiera)          | C     | Andrea Gentile      |
| 14 | Italia (bandiera)          | D     | Paolino Mercurio    |
| 15 | Italia (bandiera)          | C     | Emanuele Rocca      |
| 15 | Italia (bandiera)          | C     | Carlo Minauda       |
| 16 | Italia (bandiera)          | A     | Davide Dionigi      |

| N. |                      | Ruolo | Calciatore           |
| -- | -------------------- | ----- | -------------------- |
| 17 | Italia (bandiera)    | P     | Massimo Fornoni      |
| 18 | Italia (bandiera)    | C     | Antonio Galardo      |
| 19 | Italia (bandiera)    | C     | Ivan Loria           |
| 20 | Italia (bandiera)    | D     | Francesco Girillo    |
| 21 | Algeria (bandiera)   | A     | Abdelkader Ghezzal   |
| 21 | Marocco (bandiera)   | D     | Jamal Alioui         |
| 21 | Italia (bandiera)    | D     | Giovanni Morabito    |
| 22 | Argentina (bandiera) | C     | Ricardo Verón        |
| 23 | Italia (bandiera)    | D     | Simone Fumasoli      |
| 23 | Italia (bandiera)    | C     | Eder Baù             |
| 24 | Italia (bandiera)    | D     | Domenico Maietta     |
| 25 | Italia (bandiera)    | D     | Luca Fusco           |
| 26 | Italia (bandiera)    | A     | Nazzareno Tarantino  |
| 29 | Italia (bandiera)    | C     | Ivan Tisci           |
| 32 | Italia (bandiera)    | C     | Giuseppe Turano      |
| 33 | Paraguay (bandiera)  | A     | Dante López          |
| 34 | Italia (bandiera)    | A     | Manuel Conversi      |
| 46 | Italia (bandiera)    | D     | Pier Luigi Borghetti |
| 77 | Italia (bandiera)    | C     | Stefano Vallone      |
| 87 | Italia (bandiera)    | C     | Nicola Petrilli      |
| 94 | Francia (bandiera)   | C     | Julian Palmieri      |
| 99 | Italia (bandiera)    | A     | Gianvito Plasmati    |

## Risultati

### Campionato

#### Girone di andata
| Arbitro: | Lops (Torino) |

|                                |           |                                |
| Giampaolo 10’, 43’ Galardo 66’ | Marcatori | 23’ Bellavista 72’ Vantaggiato |

| Arbitro: | Romeo (Verona) |

|                                         |           |           |
| Ficagna 43’ Papa Waigo 56’ Salvetti 84’ | Marcatori | 35’ Nanni |

| Arbitro: | De Marco (Chiavari) |

|  |           |                               |
|  | Marcatori | 30’, 73’ Bojinov 36’ Boumsong |

| Arbitro: | Orsato (Schio) |

|                                            |           |  |
| Caridi 10’ (rig.) Bernacci 38’ Noselli 57’ | Marcatori |  |

| Arbitro: | Celi (Campobasso) |

|  |           |                               |
|  | Marcatori | 13’ Beghetto 51’ Fava Passaro |

| Verona 8 ottobre 2006, ore 15:00 6ª giornata | Verona                      | 0 – 0 | Crotone | Stadio Marcantonio Bentegodi\| Arbitro: \| Girardi (San Donà di Piave) \| |
| Arbitro:                                     | Girardi (San Donà di Piave) |       |         |                                                                           |

| Arbitro: | Zanzi (Lugo di Romagna) |

|               |           |                      |
| Giampaolo 12’ | Marcatori | 7’ (rig.) N. Ferrari |

| Arbitro: | Ciampi (Roma) |

|           |           |  |
| Calaiò 9’ | Marcatori |  |

| Arbitro: | Mazzoleni (Bergamo) |

|  |           |                        |
|  | Marcatori | 67’ Baccin 90’ Valiani |

| Arbitro: | Lops (Torino) |

|                     |           |               |
| Adailton 53’ (rig.) | Marcatori | 35’ Borghetti |

| Arbitro: | Pierpaoli (Firenze) |

|                                           |           |  |
| Veron 17’ Cariello 38’ Sedivec 74’ (rig.) | Marcatori |  |

| Arbitro: | Salati (Trento) |

|  |           |              |
|  | Marcatori | 59’ Cariello |

| Arbitro: | Iannone (Napoli) |

|                           |           |                  |
| Mannini 4’ Possanzini 25’ | Marcatori | 17’, 30’ Sedivec |

| Crotone 2 dicembre 2006, ore 16:00 14ª giornata | Crotone         | 0 – 0 | Piacenza | Stadio Ezio Scida\| Arbitro: \| Banti (Livorno) \| |
| Arbitro:                                        | Banti (Livorno) |       |          |                                                    |

| Arbitro: | Giannoccaro (Lecce) |

|                           |           |           |
| Scarlato 31’ Saverino 70’ | Marcatori | 52’ Veron |

| Arbitro: | Lena (Ciampino) |

|                        |           |                           |
| Nanni 60’ Cariello 80’ | Marcatori | 58’ Olivieri 66’ De Falco |

| Arezzo 19 dicembre 2006, ore 20:30 17ª giornata | Arezzo                  | 0 – 0 | Crotone | Stadio Città di Arezzo\| Arbitro: \| Zanzi (Lugo di Romagna) \| |
| Arbitro:                                        | Zanzi (Lugo di Romagna) |       |         |                                                                 |

| Crotone 22 dicembre 2007, ore 15:00 18ª giornata | Crotone            | 0 – 0 | Triestina | Stadio Ezio Scida\| Arbitro: \| Velotto (Grosseto) \| |
| Arbitro:                                         | Velotto (Grosseto) |       |           |                                                       |

| Arbitro: | Damato (Barletta) |

|              |           |                |
| Margiotta 8’ | Marcatori | 45+1’ Cariello |

| Crotone 20 gennaio 2007, ore 16:00 20ª giornata | Crotone           | 0 – 0 | Bologna | Stadio Ezio Scida\| Arbitro: \| Bergonzi (Genova) \| |
| Arbitro:                                        | Bergonzi (Genova) |       |         |                                                      |

| Arbitro: | Celi (Campobasso) |

|               |           |  |
| S. Padoin 28’ | Marcatori |  |

#### Girone di ritorno
| Arbitro: | Palanca (Roma) |

|                         |           |               |
| Sgrigna 58’ (rig.), 78’ | Marcatori | 69’ Giampaolo |

| Arbitro: | Gervasoni (Mantova) |

|           |           |                         |
| Tisci 75’ | Marcatori | 33’ Zaninelli 57’ Pellè |

| Arbitro: | Damato (Barletta) |

|                                                   |           |  |
| Nedved 17’ Balzaretti 22’ Del Piero 44’, 65’, 79’ | Marcatori |  |

| Arbitro: | Mazzoleni (Bergamo) |

|                      |           |             |
| Cariello 44’ Baù 56’ | Marcatori | 90’ Spinale |

| Arbitro: | Lena (Ciampino) |

|                  |           |                        |
| Fava Passaro 22’ | Marcatori | 21’ Cariello 53’ Lopez |

| Arbitro: | Lops (Torino) |

|  |           |            |
|  | Marcatori | 88’ Turati |

| Arbitro: | Orsato (Schio) |

|                           |           |             |
| Ruopolo 13’ Innocenti 39’ | Marcatori | 88’ Sedivec |

| Arbitro: | Messina (Bergamo) |

|                          |           |                    |
| Sedivec 8’ Giampaolo 18’ | Marcatori | 41’ (aut.) Zamboni |

| Arbitro: | Orsato (Schio) |

|               |           |  |
| Ricchiuti 70’ | Marcatori |  |

| Arbitro: | Dondarini (Finale Emilia) |

|  |           |                           |
|  | Marcatori | 57’ León 84’, 89’ Di Vaio |

| Arbitro: | Gava (Conegliano) |

|                                  |           |                  |
| Colacone 42’, 73’ Sforzini 90+3’ | Marcatori | 23’, 90+6’ Lopez |

| Arbitro: | Romeo (Verona) |

|             |           |                          |
| Espinal 59’ | Marcatori | 42’, 55’, 70’ Tiribocchi |

| Crotone 14 aprile 2007, ore 16:00 34ª giornata | Crotone           | 0 – 0 | Brescia | Stadio Ezio Scida\| Arbitro: \| Bergonzi (Genova) \| |
| Arbitro:                                       | Bergonzi (Genova) |       |         |                                                      |

| Arbitro: | Celi (Campobasso) |

|                             |           |             |
| Simon 65’ Degano 76’ (rig.) | Marcatori | 45+2’ Lopez |

| Arbitro: | Rosetti (Torino) |

|  |           |                                |
|  | Marcatori | 7’ N. Padoin 52’ (rig.) Guzman |

| Arbitro: | Iannone (Napoli) |

|                            |           |                           |
| N. Russo 33’ Aquilanti 78’ | Marcatori | 6’, 21’ Espinal 27’ Lopez |

| Arbitro: | Damato (Barletta) |

|                     |           |                              |
| Ranocchia 2’ (aut.) | Marcatori | 35’ Ranocchia 40’ Martinetti |

| Arbitro: | Mazzoleni (Bergamo) |

|                        |           |  |
| Briano 17’ Eliakwu 89’ | Marcatori |  |

| Arbitro: | Ayroldi (Molfetta) |

|                      |           |                              |
| Sedivec 8’ Baù 90+1’ | Marcatori | 38’, 68’ Bocchetti 79’ Dedic |

| Arbitro: | Tagliavento (Terni) |

|                                |           |             |
| Marazzina 57’ E. Filippini 83’ | Marcatori | 45’ Espinal |

| Arbitro: | De Marco (Chiavari) |

|  |           |              |
|  | Marcatori | 83’ Paonessa |

### Coppa Italia
| Arbitro: | Lena (Ciampino) |

|           |           |                                |
| Baiano 7’ | Marcatori | 42’, 93’ Giampaolo 97’ Galardo |

| Arbitro: | De Marco (Chiavari) |

|                             |           |            |
| Giampaolo 69’ Sedivec 90+2’ | Marcatori | 64’ Rosina |

| Arbitro: | Farina (Novi Ligure) |

|  |           |                   |
|  | Marcatori | 105’ A. Lucarelli |